# Tyndallova letecká základna
Tyndallova letecká základna (anglicky Tyndall Air Force Base; kód IATA je PAM, kód ICAO KPAM, kód FAA LID PAM) je vojenská letecká základna letectva Spojených států amerických nacházející se 19 kilometrů východně od města Panama City na Floridě.
Je domovskou základnou 325. stíhacího křídla (325th Fighter Wing; 325 FW), spadajícího pod Letecké výukové a tréninkové velitelství. Hlavním úkolem 325 FW je bojový výcvik pilotů na stíhacích letounech Lockheed Martin/Boeing F-22 Raptor a výcvik technického personálu.
Základna byla uvedena do provozu dne 13. ledna 1941, tehdy pod názvem „Tyndall Field“. Byla pojmenována na počest poručíka Franka Benjamina Tyndalla (1894–1930), amerického pilota z první světové války, držitele třetího nejvyššího vojenského vyznamenání Silver Star.